# 東国分寺駅
東国分寺駅（ひがしこくぶんじえき）は、東京都北多摩郡国分寺町恋ヶ窪）（現在の国分寺市東恋ヶ窪二丁目）に存在した西武鉄道多摩湖線の駅。
国分寺 - 一橋大学（現在の一橋学園）間に存在した。

## 概要
多摩湖線が現在の都道134号線と交わる手前にあった駅である。当初は交換不可能であったが、1936年（昭和11年）6月2日に朝夕ラッシュ時の際の列車増発に対応するため交換設備を設けることになり、用地確保のため北へ75メートル移転して交換駅となった。
地形図にも開業時頃から掲載されているものの、1941年（昭和16年）から時刻表に掲載された。
戦争末期の1945年（昭和20年）に休止され、戦後に廃駅となった駅の一つであった。

## 歴史
- 1933年（昭和8年）4月6日 - 多摩湖鉄道により開業。
- 1936年（昭和11年）6月2日 - 北に75メートル移設し交換駅化。
- 1940年（昭和15年）3月12日 - 多摩湖鉄道の武蔵野鉄道への合併により同社の駅となる。
- 1945年（昭和20年）
  - 2月3日 - 休止。
  - 9月22日 - 武蔵野鉄道が西武鉄道（初代）を併合し西武農業鉄道が発足。同社の駅となる。
- 1946年（昭和21年）11月15日 - 西武農業鉄道が西武鉄道（2代）に改称。同社の駅となる。
- 1954年（昭和29年）10月10日 - 休止のまま廃駅。

## 隣の駅
西武鉄道
■多摩湖線
1953年1月現在
国分寺駅 - 東国分寺駅 - 桜堤駅
廃駅時点
国分寺駅 - 東国分寺駅 - 一橋大学駅

## 乗降客の推移
| 年度 | 乗車人員 | 降車人員 |
| ---- | -------- | -------- |
| 1934 | 4,399    | 4,011    |
| 1935 | 6,205    | 5,523    |

- 東京府統計書各年度版

## 廃駅後の状況
現在、跡地は犬走り横の草むらと同化してしまい、その痕跡は全くない。